# Ch-29

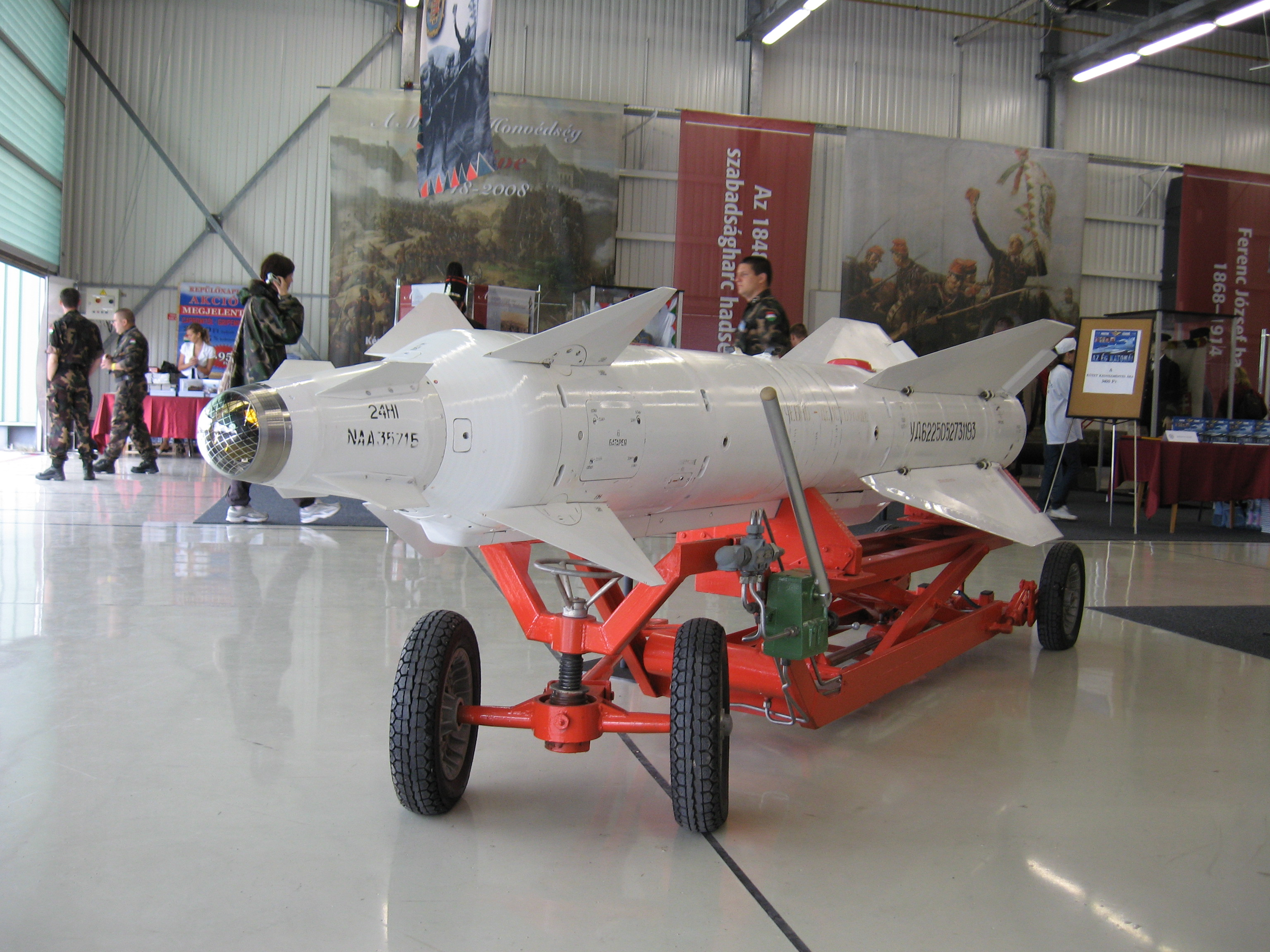
Ch-29Ł

Rysunek Ch-29T

Przekrój Ch-29T

Ch-29 (kod NATO AS-14 Kedge) – radziecki lotniczy pocisk rakietowy klasy powietrze-ziemia. 
Ch-29 została skonstruowana w biurze konstrukcyjnym Mołnija kierowanym przez Matusa Bisnowata, zajmującym się głównie konstruowaniem pocisków klasy powietrze-powietrze. Dopracowaniem konstrukcji zajmowało się zaś biuro Wympieł. Ch-29 powstała w połowie lat 70 XX w. jako pocisk przeznaczony do zwalczania celów silnie umocnionych, uzupełnienie lżejszej Ch-25M (obie rakiety mają zbliżony zasięg ok. 10 km). Pocisk jest produkowany w czterech wersjach:
- Ch-29Ł (ozn. fabryczne izdielije 63, Ł od łaziernaja – laserowa) - wersja naprowadzająca się na cel podświetlony promieniem lasera. Podświetlacz może znajdować się na samolocie przenoszącym pocisk, innym samolocie lub na ziemi.
- Ch-29MŁ (izdielije 63M) - udoskonalona wersja Ch-29Ł.
- Ch-29T (izdielije 64, T od tieliewizjonnaja – telewizyjna) - wersja naprowadzająca się na kontrastowy optycznie obiekt wskazany przez pilota.
- Ch-29D - eksportowa wersja z głowicą termowizyjną.

Rakieta Ch-29 jest przenoszona przez samoloty lotnictwa taktycznego. Początkowo zintegrowano ją z samolotami MiG-27, Su-17 (Su-22) i Su-24, później także z Su-25. Od 2015 roku przenoszą ją myśliwce pokładowe MiG-29KR. Rakieta Ch-29 znajduje się na uzbrojeniu Sił Powietrznych z samolotami Su-22M4.

## Dane taktyczno-techniczne
|                      | Ch-29L  | Ch-29T  |
| -------------------- | ------- | ------- |
| Masa                 | 657 kg  | 680 kg  |
| Masa głowicy bojowej | 317 kg  | 317 kg  |
| Długość              | 3,875 m | 3,875 m |
| Średnica kadłuba     | 0,38 m  | 0,38 m  |
| Rozpiętość           | 0,78 m  | 0,78 m  |
| Prędkość             | 600 m/s | 600 m/s |
| Zasięg               | 8-10 km | 8-10 km |